# Ulica Warszawska w Łomiankach
Ulica Warszawska – ulica w centrum Łomianek o długości 3830 m. Biegnie od ulicy Pułkowej do ulicy Kolejowej. Jest najdłuższą ulicą w Łomiankach.
Ulica rozpoczyna swój bieg od ulicy Pułkowej, następnie pokonując dwa skrzyżowania z ulicą Brukową i Wiślaną. Swój bieg kończy, stykając się z ulicą Kolejową. Na ulicy kursują autobusy Komunikacji Miejskiej. Po obu stronach jezdni znajdują się chodniki. Obok ulicy znajduje się Komenda Policji.